# Valle del Pelago
La Valle del Pelago è una valle dell'Appennino Modenese corrispondente al corso del Rio Perticara e parte del Torrente Scoltenna, dal paese di Sant'Annapelago alla sede comunale di Pievepelago. Presenta nel suo alto corso versanti a "V" tipicamente appenninici, per poi allargarsi e ridursi notevolmente di pendenza nel tratto del Torrente Scoltenna, tanto che il corso d'acqua si divide in più rami.

## Come raggiungerla
Il potenziamento delle arterie stradali (la valle è attraversata dalla Strada statale 12 dell'Abetone e del Brennero) che ha avuto luogo in questi ultimi anni ha migliorato sensibilmente l'accesso alla valle sia da Modena che dalle provincie di Lucca e Pistoia.
Vie d'accesso:
- Da Modena (Strada statale 12 dell'Abetone e del Brennero), 80 km;
- Da Sassuolo (dirigendosi quindi a Lama Mocogno), 90 km;
- Da Frassinoro (dirigendosi quindi al Passo delle Radici), 40 km;
- Da Castelnuovo di Garfagnana (per il Passo delle Radici), 45 km;
- Da Lucca (Strada statale 12 dell'Abetone e del Brennero), 110 km;
- Da Pistoia (dirigendosi quindi a San Marcello Pistoiese e al Passo dell'Abetone), 95 km;